# Lutas nos Jogos Pan-Americanos de 2019
As competições de lutas nos Jogos Pan-Americanos de 2019 em Lima, Peru, foram realizadas de 7 de agosto a 10 de agosto no Coliseu Miguel Grau no cluster da Villa Deportiva Regional del Callao.
A competição foi dividida em duas disciplinas, luta livre e luta greco-romana, que são divididas em categorias por peso. Os homens competem em ambas as disciplinas, enquanto as mulheres participam apenas dos eventos de luta livre, com um total de 18 medalhas de ouro entregues (12 para homens e 6 para mulheres). A Luta olímpica foi disputada em todas as edições dos Jogos Pan-Americanos.

## Calendário
| Julho / Agosto | 24 | 25 | 26 | 27 | 28 | 29 | 30 | 31 | 1 | 2 | 3 | 4 | 5 | 6 | 7 | 8 | 9 | 10 | 11 |
| -------------- | -- | -- | -- | -- | -- | -- | -- | -- | - | - | - | - | - | - | - | - | - | -- | -- |
| Lutas          |    |    |    |    |    |    |    |    |   |   |   |   |   |   | 5 | 4 | 5 | 4  |    |

|  | Dia de competição |  | Dia de final |

## Medalhistas

### Masculino
Luta livre
| Evento              | Ouro                                | Prata                                         | Bronze                                     |
| ------------------- | ----------------------------------- | --------------------------------------------- | ------------------------------------------ |
| Até 57 kg detalhes  | Daton Fix USA Estados Unidos        | Juan Rubelín Ramírez DOM República Dominicana | Reineri Andreu CUB Cuba                    |
| Até 57 kg detalhes  | Daton Fix USA Estados Unidos        | Juan Rubelín Ramírez DOM República Dominicana | Darthe Capellan CAN Canadá                 |
| Até 65 kg detalhes  | Alejandro Valdés CUB Cuba           | Álbaro Rudesindo DOM República Dominicana     | Mauricio Sánchez ECU Equador               |
| Até 65 kg detalhes  | Alejandro Valdés CUB Cuba           | Álbaro Rudesindo DOM República Dominicana     | Jaydin Eierman USA Estados Unidos          |
| Até 74 kg detalhes  | Jordan Burroughs USA Estados Unidos | Franklin Gómez PUR Porto Rico                 | Geandry Garzón CUB Cuba                    |
| Até 74 kg detalhes  | Jordan Burroughs USA Estados Unidos | Franklin Gómez PUR Porto Rico                 | Jevon Balfour CAN Canadá                   |
| Até 86 kg detalhes  | Yurieski Torreblanca CUB Cuba       | Pedro Ceballos VEN Venezuela                  | Carlos Izquierdo COL Colômbia              |
| Até 86 kg detalhes  | Yurieski Torreblanca CUB Cuba       | Pedro Ceballos VEN Venezuela                  | Pat Downey USA Estados Unidos              |
| Até 97 kg detalhes  | Kyle Snyder USA Estados Unidos      | José Daniel Díaz VEN Venezuela                | Luis Miguel Pérez DOM República Dominicana |
| Até 97 kg detalhes  | Kyle Snyder USA Estados Unidos      | José Daniel Díaz VEN Venezuela                | Reineris Salas CUB Cuba                    |
| Até 125 kg detalhes | Nick Gwiazdowski USA Estados Unidos | Óscar Pino CUB Cuba                           | Luis Vivenes VEN Venezuela                 |
| Até 125 kg detalhes | Nick Gwiazdowski USA Estados Unidos | Óscar Pino CUB Cuba                           | Korey Jarvis CAN Canadá                    |

Greco-Romana
| Evento                 | Ouro                         | Prata                               | Bronze                           |
| ---------------------- | ---------------------------- | ----------------------------------- | -------------------------------- |
| Até 60 kg detalhes     | Andrés Montaño ECU Equador   | Dicther Toro COL Colômbia           | Luis Orta CUB Cuba               |
| Até 60 kg detalhes     | Andrés Montaño ECU Equador   | Dicther Toro COL Colômbia           | Ildar Hafizov USA Estados Unidos |
| Até 67 kg detalhes [a] | Ismael Borrero CUB Cuba      | Manuel López MEX México             | Ellis Coleman USA Estados Unidos |
| Até 67 kg detalhes [a] | Ismael Borrero CUB Cuba      | Manuel López MEX México             | Nilton Soto PER Peru             |
| Até 77 kg detalhes     | Pat Smith USA Estados Unidos | Wuileixis Rivas VEN Venezuela       | Jair Cuero COL Colômbia          |
| Até 77 kg detalhes     | Pat Smith USA Estados Unidos | Wuileixis Rivas VEN Venezuela       | Yosvanys Peña CUB Cuba           |
| Até 87 kg detalhes     | Luis Avendaño VEN Venezuela  | Alfonso Leyva MEX México            | Alvis Almendra PAN Panamá        |
| Até 87 kg detalhes     | Luis Avendaño VEN Venezuela  | Alfonso Leyva MEX México            | Daniel Grégorich CUB Cuba        |
| Até 97 kg detalhes     | Gabriel Rosillo CUB Cuba     | G'Angelo Hancock USA Estados Unidos | Kevin Mejía HON Honduras         |
| Até 97 kg detalhes     | Gabriel Rosillo CUB Cuba     | G'Angelo Hancock USA Estados Unidos | Luillys Pérez VEN Venezuela      |
| Até 130 kg detalhes    | Mijaín López CUB Cuba        | Moisés Pérez VEN Venezuela          | Leo Santana BRA Brasil           |
| Até 130 kg detalhes    | Mijaín López CUB Cuba        | Moisés Pérez VEN Venezuela          | Yasmani Acosta CHI Chile         |

- a  Shalom Villegas da Venezuela originalmente ganhou a medalha de prata, mas foi desclassificado por violações de doping.

### Feminino
Luta livre
| Evento             | Ouro                                 | Prata                            | Bronze                             |
| ------------------ | ------------------------------------ | -------------------------------- | ---------------------------------- |
| Até 50 kg detalhes | Whitney Conder USA Estados Unidos    | Yusneylys Guzmán CUB Cuba        | Thalía Mallqui PER Peru            |
| Até 50 kg detalhes | Whitney Conder USA Estados Unidos    | Yusneylys Guzmán CUB Cuba        | Carolina Castillo COL Colômbia     |
| Até 53 kg detalhes | Sarah Hildebrandt USA Estados Unidos | Betzabeth Argüello VEN Venezuela | Jade Parsons CAN Canadá            |
| Até 53 kg detalhes | Sarah Hildebrandt USA Estados Unidos | Betzabeth Argüello VEN Venezuela | Lianna Montero CUB Cuba            |
| Até 57 kg detalhes | Lissette Antes ECU Equador           | Jenna Burkert USA Estados Unidos | Giullia Penalber BRA Brasil        |
| Até 57 kg detalhes | Lissette Antes ECU Equador           | Jenna Burkert USA Estados Unidos | Nes Marie Rodríguez PUR Porto Rico |
| Até 62 kg detalhes | Kayla Miracle USA Estados Unidos     | Jackeline Renteria COL Colômbia  | Abnelis Yambo PUR Porto Rico       |
| Até 62 kg detalhes | Kayla Miracle USA Estados Unidos     | Jackeline Renteria COL Colômbia  | Lais Nunes BRA Brasil              |
| Até 68 kg detalhes | Tamyra Mensah USA Estados Unidos     | Olivia Di Bacco CAN Canadá       | Yudari Sánchez CUB Cuba            |
| Até 68 kg detalhes | Tamyra Mensah USA Estados Unidos     | Olivia Di Bacco CAN Canadá       | Ámbar Garnica MEX México           |
| Até 76 kg detalhes | Justina Di Stasio CAN Canadá         | Aline Ferreira BRA Brasil        | Mabelkis Capote CUB Cuba           |
| Até 76 kg detalhes | Justina Di Stasio CAN Canadá         | Aline Ferreira BRA Brasil        | Andrea Olaya COL Colômbia          |

## Classificação
Um total de 150 lutadores se classificaram para competir nos jogos. O vencedor de cada categoria de peso nos Jogos Sul-Americanos de 2018 e nos Jogos Centro-Americanos e do Caribe de 2018 e os três primeiros do Campeonato Pan-Americano de 2018 se classificaram para os jogos. Os três primeiros no Campeonato Pan-Americano de 2019 também se classificaram. O país-sede (Peru) recebeu vaga automática em cada evento, mas seus atletas devem competir no Campeonato Pan-Americano de 2018 e no de 2019. Seis convites (quatro masculinos e dois femininos) serão distribuídos entre nações sem atletas classificados e que participaram dos eventos classificatórios. 

## Quadro de medalhas
| Ordem | País                     | Medalha de ouro | Medalha de prata | Medalha de bronze |    |
| ----- | ------------------------ | --------------- | ---------------- | ----------------- | -- |
| 1     | USA Estados Unidos       | 9               | 2                | 4                 | 15 |
| 2     | CUB Cuba                 | 5               | 2                | 9                 | 16 |
| 3     | ECU Equador              | 2               |                  | 1                 | 3  |
| 4     | VEN Venezuela            | 1               | 5                | 2                 | 8  |
| 5     | CAN Canadá               | 1               | 1                | 4                 | 6  |
| 6     | COL Colômbia             |                 | 2                | 4                 | 6  |
| 7     | DOM República Dominicana |                 | 2                | 2                 | 4  |
| 8     | MEX México               |                 | 2                | 1                 | 3  |
| 9     | BRA Brasil               |                 | 1                | 2                 | 3  |
|       | PUR Porto Rico           |                 | 1                | 2                 | 3  |
| 11    | PER Peru                 |                 |                  | 2                 | 2  |
| 12    | CHI Chile                |                 |                  | 1                 | 1  |
|       | HON Honduras             |                 |                  | 1                 | 1  |
|       | PAN Panamá               |                 |                  | 1                 | 1  |
| TOTAL | TOTAL                    | 18              | 18               | 36                | 72 |